# Francisco Xavier do Amaral
Francisco Xavier do Amaral (Turiscai, 3 de diciembre de 1939-Dili, 6 de marzo de 2012) fue un político de Timor Oriental. Uno de los fundadores del FRETILIN (Frente Revolucionario de Timor-Leste Independiente). 

## Biografía
Fue juramentado como Presidente cuando el país, que era colonia portuguesa, hizo una declaración unilateral de independencia el 28 de noviembre de 1975. Nueve días después el ejército indonesio invadió el país y Amaral huyó a las montañas, donde estuvo refugiado tres años y siendo capturado en 1978. Entonces vivió bajo arresto domiciliario en Bali, hasta que Indonesia abandonara Timor Oriental en 1999.
En abril de 2002, se enfrentó con Xanana Gusmão en las elecciones presidenciales pero fue derrotado. De nuevo se presentó en las elecciones de 2007, quedando en cuarto lugar con solo el 14,39 % de los votos.